# Manuel Fernández Castrillón

Manuel Fernández Castrillón  (Cuba, circa 1780 - San Jacinto [actualmente Houston], Texas, 21 de abril de 1836) fue un general de brigada del ejército mexicano. Fue amigo cercano del presidente Antonio López de Santa Anna.

## Primeros años
Militó en el ejército realista combatiendo a los insurgentes durante la independencia de México, pero más tarde se adhirió al Plan de Iguala. La primera ocasión que conoció a Antonio López de Santa Anna fue combatiendo en Veracruz. Fue su asistente durante una campaña en contra de fuerza combinada de soldados españoles y leales a la corona española a finales de la guerra de independencia. Permaneció al lado de Santa Anna en los siguientes años, en 1829 ambos rechazaron unirse al Plan de Jalapa y en 1832 participaron en la batalla de Tolomé.

## Independencia de Texas
Durante la guerra de la independencia de Texas, Fernández Castrillón fue ayudante de campo de Santa Anna. Se unió a la campaña en 1836 en San Antonio de Béjar participando en el sitio de El Álamo. Castrillón declaró estar en contra de la decisión de Santa Anna de llevar a cabo el asalto al fuerte abogando por esperar a la artillería pesada para así reducir las paredes del Álamo a escombros.  El 6 de marzo de 1836, durante el asalto final al fuerte, una vez que el coronel Francisco Duque fue herido, Castrillón tomó el mando del Batallón Toluca, cuya columna atacó la pared norte de la guarnición. De acuerdo al diario de José Enrique de la Peña, una vez conseguida la victoria mexicana en la batalla de El Álamo, Castrillón llevó frente a Santa Anna a seis o siete texanos que se habían hecho prisioneros durante los últimos momentos del asalto al fuerte —el historiador Edmonson especula que dichos hombres podrían haber estado enfermos e incapaces de participar en la batalla— pidiendo que se respetaran sus vidas, pero Santa Anna había declarado que no se tomarían prisioneros e indignado ordenó que fueran ejecutados de inmediato. Semanas más tarde, durante la masacre de Goliad, Castrillón también protestó en vano por la ejecución de 400 prisioneros texanos, incluido su líder James Fannin.   
Después de la batalla de El Álamo, el ejército mexicano se trasladó al Este, hacia las áreas más pobladas de Texas. Castrillón no participó en más combates hasta el 21 de abril de 1836, cuando el general Sam Houston lanzó un ataque sorpresa contra las fuerzas mexicanas en la batalla de San Jacinto. A pesar de que el ejército de Santa Anna no tenía posibilidades para maniobrar o retirarse debido a que se encontraba rodeado de terrenos pantanosos en su retaguardia y en sus flancos, fue en esta breve batalla y en medio de la confusión cuando Fernández Castrillón dirigió sin éxito a sus tropas tratando de sortear los disparos del ejército texano. El general Thomas J. Rusk, secretario de Guerra de Texas, trató de salvar la vida de Castrillón, pidió a sus hombres que no le dispararan, pero finalmente recibió un disparo, muriendo así en el campo de batalla.  Varios días después, Lorenzo de Zavala, quien fuera amigo de Castrillón, recuperó su cuerpo para exhumarlo en su finca cercana, en el cementerio de la familia Zavala. Actualmente el cementerio se encuentra en el número 3523 de la calle Battleground Road, en La Porte, Texas.